# Beta-pinen
Beta-pinen eller β-pinen er en farveløs væske, opløselig i alkohol men ikke i vand. Den har en nåletræagtig lugt. β-pinen forekommer naturligt i rosmarin, persille, dild, basilikum, røllikke og roser.